# گمینا ووادسواووو
گمینا ووادسواووو (به لهستانی:  Gmina Władysławów) یک گمینا در لهستان است که در شهرستان تورک واقع شده‌است. گمینا ووادسواووو ۹۰٫۷۱ کیلومتر مربع مساحت و ۷٬۸۰۷ نفر جمعیت دارد.